# Revolta Mapuche de 1655
A Revolta mapuche de 1655 (em castelhano: alzamiento mapuche de 1655 ou levantamiento mapuche de 1655) foi uma série de ataques coordenados dos Mapuches contra assentamentos e fortes espanhóis no Chile colonial. Foi a pior crise militar no Chile em décadas, e contemporâneos chegaram a considerar a possibilidade de uma guerra civil entre os espanhóis. A revolta marca o início de um período de dez anos de guerra entre os espanhóis e os mapuches.

## Antecedentes

### Parlamento de Boroa
Os mapuches teriam ficado insatisfeitos com os termos do Parlamento de Boroa assinado em 24 de janeiro de 1651. Quase tudo que foi acordado na época favorecia os espanhóis, incluindo a proibição de os mapuches portarem armas, a menos que os espanhóis lhes pedissem. A paz foi comprometida apenas dois meses depois por um novo episódio do conflito entre espanhóis e os cuncos. Os padres jesuítas Diego de Rosales e Juan de Moscoso escreveram ao governador do Chile Antonio de Acuña Cabrera advertindo que retomar a guerra contra os cuncos faria evaporar os ganhos obtidos em Boroa. Enquanto os espanhóis enviaram inicialmente algumas expedições punitivas menores contra os cuncos, por meio desse conflito perceberam que tribos que haviam prometido ajudá-los em caso de guerra recusaram-se a unir-se às forças espanholas.

### Conflito espanhol–cunco
Os cuncos, um grupo mapuche meridional periférico, tinham uma longa história de conflitos com os espanhóis. Os cuncos haviam anteriormente forçado os espanhóis a abandonar a cidade de Osorno em outubro de 1602. Os cuncos não estiveram presentes no Parlamento de Boroa. Em março de 1651, um navio espanhol estava prestes a chegar ao recém-restabelecido enclave espanhol de Valdivia quando tempestades o empurraram ao sul, rumo às terras dos cuncos, onde naufragou. A embarcação transportava suprimentos importantes e salários do Real Situado, os quais os cuncos confiscaram. Formaram-se então duas expedições punitivas para avançar sobre as terras dos cuncos: uma partindo de Valdivia, ao norte, e outra de Carelmapu, ao sul. O governador de Valdivia, Diego González Montero, avançou para o sul com suas tropas, mas logo encontrou nativos que se mostraram indiferentes ou que o induziram ao erro. Suas tropas ficaram sem suprimentos e precisaram voltar a Valdivia. Já o capitão Ignacio Carrera Yturgoyen, que seguia para o norte a partir de Carelmapu, chegou ao local da antiga cidade de Osorno. Lá, foi abordado por huilliches que entregaram três suspeitos, os quais foram executados. Depois disso, a expedição de Carrera Iturgoyen retornou ao sul. Os espólios do navio nunca foram recuperados, apesar das buscas feitas pelos espanhóis nos destroços, e o resultado geral deixou os militares insatisfeitos.

### Caça de escravos espanhola
Embora houvesse uma proibição geral da escravização de indígenas pela Coroa Espanhola, a revolta mapuche de 1598–1604, que resultou na Destruição das Sete Cidades, fez com que a escravidão de mapuches capturados em guerra fosse declarada legal em 1608. Os mapuches “rebeldes” eram considerados apóstatas cristãos e, portanto, podiam ser escravizados segundo o entendimento da Igreja na época. Na prática, essas mudanças legais apenas formalizaram a escravidão mapuche já existente, pois os capturados eram tratados como propriedade, podendo ser comprados e vendidos. A legalização intensificou os raids de escravos feitos pelos espanhóis durante a Guerra de Arauco.
A revolta ocorreu em meio a uma intensificação das hostilidades espanholas lideradas pelo maestre de campo Juan de Salazar, que usava o Exército de Arauco para capturar mapuches e vendê-los como escravos. Em 1654, uma grande expedição em busca de escravos terminou em desastre completo na Batalha de Río Bueno. Esse revés não impediu os espanhóis de organizar uma nova expedição no verão de 1655, novamente sob liderança de Salazar. Salazar teria lucrado substancialmente com o comércio de escravos mapuches, e ser cunhado do governador Antonio de Acuña Cabrera lhe permitia exercer influência para viabilizar suas campanhas militares.
Enquanto se preparava a expedição de 1655, os indios amigos começaram a demonstrar inquietação. A esposa do governador, Juana de Salazar, informou-lhe que tudo não passava de boatos espalhados por alguns soldados invejosos de seu irmão. Juan Ignacio Molina menciona o toqui Clentaru como o principal líder das forças mapuches.

## Revolta

### 1655
Salazar começou sua campanha em 6 de fevereiro partindo do forte de Nacimiento, situado na fronteira. No total, o exército expedicionário contava de 400 a 700 soldados espanhóis e um número ainda maior de auxiliares indígenas, resultando em cerca de 2 000 homens. Outras estimativas apontam cerca de 2.400 homens ao todo. Tal como no ano anterior, o objetivo não era atacar os mapuches vizinhos à fronteira, mas sim os chamados cuncos que habitavam a Fütawillimapu, ao sul do Rio Bueno. Na manhã de 14 de fevereiro, mapuches em todo o sul do Chile — de Osorno ao Rio Maule — lançaram ataques contra estancias, fortes e indivíduos espanhóis. Escravos mapuches se revoltaram contra seus senhores, homens foram mortos e mulheres e crianças mantidas como reféns. Gado foi saqueado e casas, incendiadas. Fortes espanhóis foram sitiados. Ao todo, os espanhóis relataram a destruição de mais de 400 estâncias entre os rios Bío Bío e Maule. Em meio ao caos, alguns insurgentes mapuches chegaram até a cidade de Concepción, penetrando duas quadras em direção à Plaza de Armas local. Embora tenham conseguido isolar a cidade do restante do território espanhol, não chegaram a sitiá-la.
Arauco e Chillán foram cercadas. Esta última acabou sendo evacuada pelos espanhóis. A audiência em Santiago criticou a evacuação como um ato de covardia e proibiu que os refugiados de Chillán fugissem para norte além do Rio Maule. Isso foi feito para forçar o retorno dos refugiados a fim de repovoar as terras que haviam abandonado. O surto de varíola entre os refugiados foi outro motivo para limitar seu deslocamento.

#### Evacuação de Buena Esperanza e Nacimiento
Acuña Cabrera ordenou a evacuação de Buena Esperanza, decisão depois criticada, pois Buena Esperanza estaria em boa condição para ser defendida. José de Salazar, irmão de Juan, encarregado da guarnição de Nacimiento, decidiu evacuar o forte para evitar um cerco prolongado. A evacuação foi realizada em barcos e jangadas que desceram o Rio Bío-Bío visando chegar a Buena Esperanza. Logo, porém, descobriram que Buena Esperanza também havia sido evacuada. Planejou-se, então, fortificar o local de San Rosendo, um forte abandonado. As jangadas e barcos espanhóis foram perseguidos por cerca de 4 000 mapuches hostis em ambas as margens do rio e encalharam próximo a Santa Juana. Todos os 240 espanhóis foram mortos em seguida.

#### Retorno da expedição a Concepción
Juan de Salazar, cujas forças compunham a maior parte do Exército de Arauco, ficou sabendo dos ataques ao chegar próximo a Mariquina, muito ao sul dos principais focos da revolta. Em vez de retornar por terra ao norte, seguiu ao sul rumo a Valdivia, onde embarcou 360 homens e navegou até Concepción. Isso foi possível porque havia dois navios no porto, que haviam chegado com os recursos do Real Situado destinados à guarnição encarregada de construir o Sistema de Fortificações de Valdivia. Os demais soldados, cerca de 340 espanhóis e 1 700 auxiliares indígenas, permaneceram reforçando as posições espanholas em torno de Valdivia. Logo, no entanto, esses auxiliares indígenas desertaram e retornaram para suas casas. Ainda assim, os reforços em Valdivia foram suficientes para repelir ataques dos cuncos.
A chegada por via marítima dos remanescentes do exército de Juan de Salazar a Concepción permitiu que Fernández de Rebolledo enviasse 200 homens de navio para evacuar Arauco. Depois disso, Rebolledo derrotou os mapuches próximo a Concepción.

#### Reforços do Peru
Ao saber da situação do Chile, o recém-nomeado Vice-Rei do Peru Luis Enríquez de Guzmán enviou um navio com provisões, armamento e munição aos chilenos.

### 1656
Mais navios vindos do Peru chegaram por volta do ano-novo, trazendo mais provisões, armamentos e munições, além de 376 soldados. À frente desse reforço estava o novo governador, Pedro Porter Casanate, que assumiu o cargo em 1.º de janeiro de 1656.
Porter conseguiu que os espanhóis de Santiago enviassem tropas para guardar a área em torno do Rio Itata. Isso lhe permitiu usar o exército de Concepción para derrotar mapuches locais em San Fabián de Conuco em 20 de janeiro de 1656. Em fevereiro do mesmo ano, Porter enviou um exército de 700 soldados de infantaria e alguma cavalaria a Boroa, onde uma guarnição espanhola estava sitiada havia dez meses. A expedição rechaçou facilmente os ataques mapuches e resgatou os espanhóis em Boroa.
Ainda em 1656, os mapuches da Ilha Santa María capturaram um navio e cinco tripulantes espanhóis que haviam ancorado ali.

#### Investidas de Alejo
À medida que a paz começava a retornar às terras devastadas entre os rios Bío Bío e Maule, Alejo iniciou suas investidas no inverno de 1656. Alejo havia servido antes aos espanhóis como soldado, mas ressentia-se por não poder subir na hierarquia militar por ser mestiço.
Liderando cerca de 1 000 guerreiros, Alejo aniquilou uma coluna de 200 espanhóis que se dirigia para reforçar o forte de Conuco. Alguns homens foram poupados para troca de prisioneiros e para sacrifício humano ao pillan. O sucesso militar de Alejo foi limitado por sua tendência a celebrar de forma turbulenta cada vitória, desperdiçando tempo valioso.
Os Pehuenches — um grupo indígena periférico — cruzaram os Andes na nascente do Rio Maule, fazendo prisioneiros e roubando gado. Acredita-se que esse ataque possa ter sido coordenado por Alejo. Somando-se todas as campanhas de Alejo, 400 espanhóis foram mortos ou capturados.

## Conflito entre a liderança espanhola
Em 20 de fevereiro, um cabildo em Concepción declarou Acuña Cabrera deposto do cargo de governador. No entanto, ele se escondeu. Os jesuítas que o abrigaram convenceram-no a emitir uma renúncia por escrito. Outras figuras de destaque na esfera espanhola que também eram alvo de descontentamento, como o irmão de Salazar (um padre) e o médico e oidor Juan de la Huerta Gutiérrez, igualmente se esconderam.
A escolha de um novo governador em Concepción ficou entre dois militares: Juan Fernández de Rebolledo e Francisco de la Fuente Villalobos. De la Fuente Villalobos acabou sendo eleito, mas dias depois a Audiência de Santiago rejeitou a remoção de Acuña y Cabrera como ilegal. As elites locais não tinham o direito de depor governadores nomeados pelo Rei da Espanha. Enquanto isso, a política de apaziguamento de De la Fuente Villalobos em relação aos mapuches rebeldes e seu intento de negociar com eles encontraram forte oposição de outros comandantes militares.
Em meados de março, com o apoio da Audiência, Acuña Cabrera voltou a atuar em público como governador. Ele designou Fernández de Rebolledo para comandar o exército. De la Fuente Villalobos não reconheceu a autoridade de Rebolledo, mas não houve confrontos armados entre as forças sob seus comandos.
Ao tomar conhecimento dos conflitos, o vice-rei do Peru decidiu destituir Acuña Cabrera. Este, porém, se recusou a reconhecer a ordem, alegando que apenas o Rei da Espanha poderia removê-lo. O vice-rei nomeou Pedro Porter Casanate como governador do Chile e enviou com ele 376 soldados que serviriam tanto para reforçar as tropas que lutavam contra a revolta como para reprimir qualquer oposição ao novo governador. Porter foi acompanhado por Álvaro de Ibarra, designado para apurar os fatos e estabelecer responsabilidades pelos distúrbios políticos.